# Kull
Kull d'Atlantis ou Kull le conquérant est un héros de roman d'heroic fantasy créé par Robert Ervin Howard en 1929 pour le magazine de feuilletons pulp Weird Tales. Ce personnage inspira à Howard Conan le Barbare, son personnage le plus célèbre. L'histoire tire ses influences aussi bien de la Nécromancie que de H. P. Lovecraft.

## Chronologie fictive
L'Âge thurien, ou « Âge pré-cataclysmique » selon le terme utilisé par Howard dans son essai L'Âge hyborien, est l'époque à laquelle se déroule l'histoire de Kull, mais Howard ne la nomma ainsi qu'à partir de 1932, année de la conception de son essai, qu'il avait écrit pour son tout nouveau personnage, Conan. Donc, à partir de 1932, Howard fusionna les deux univers, celui de Kull et celui de Conan, en un seul univers partagé. Kull aurait ainsi vécu avant le cataclysme qui mit fin à son époque (en faisant sombrer l'Atlantide, île dont il était originaire) et qui provoqua le commencement d'un nouvel âge, l'Âge hyborien, celui de Conan.
Au moment de créer Kull, vers 1929, Howard plaça d'abord la vie de Kull autour de l'an 100 000 av. J.-C. mais il ne donna aucune autre date par la suite ni ne créa aucune chronologie des événements décrits dans L'Âge hyborien. De plus, son décès prématuré en 1936 ne fit que laisser incomplète l'élaboration de son univers de fiction. Entre 1951 et 1967 le compilateur de l'œuvre de Howard, Lyon Sprague de Camp, travailla sur une nouvelle édition des récits de Howard et établit une chronologie des âges thurien et hyborien. Cette chronologie fixe Kull autour de l'an 20 000 av. J.-C. et Conan autour de l'an 10 000 av. J.-C. Elle est encore de nos jours considérée comme étant la « chronologie officielle » et les écrivains de nouveaux romans, bandes dessinées ou films qui ont voulu écrire pour l'univers de Howard l'ont plus ou moins respectée.

## Biographie fictive
Pendant l'âge thurien existait un grand continent, la Thurie ou continent thurien, où des royaumes d'un certain degré de civilisation s'étaient développés : Commoria, Grondar, Kamelia, Thule, Verulia et le plus puissant de tous, Valusia. À l'est du continent se trouve une grande chaîne d'îles connue sous le nom de Lémuria (Howard s'inspira de la Lémurie légendaire pour la baptiser). À l'ouest se trouve l'île d'Atlantis, dont le nom s'inspire de la légendaire Atlantide. Plus à l'Ouest encore se trouvent les Îles Pictes. Les Pictes, les Lémuriens et les Atlantes, c'est-à-dire les habitants des îles, ont un degré de civilisation inférieur aux royaumes du continent et sont considérés comme « barbares ».
Kull, qui est originaire d'Atlantis, passe sa première enfance avec sa famille dans la vallée que son clan occupe, la Vallée du Tigre, mais la vallée est inondée et tous les siens périssent dans la catastrophe. Il est alors élevé par un autre clan jusqu'au jour où, pour avoir pris la défense d'une femme qui allait être brûlée vive, il est banni d'Atlantis. Il se réfugie alors sur le continent où il exerce le métier des armes et où il finit par devenir roi de Valusia, le plus puissant royaume de son époque.

## Œuvres où il apparait
Seules deux histoires furent publiées par Robert E. Howard avant son suicide, en 1936:
- The Shadow Kingdom (1e édition Weird Tales, août 1929)
- The Mirrors of Tuzun Thune (1e édition Weird Tales, septembre 1929)

Neuf histoires inédites du vivant de Howard furent publiées dans le recueil King Kull (publié aux États-Unis par les éditions Lancer Books sous la direction de Lin Carter) :
- The Altar and the Scorpion (1967)
- The Black City (1967)
- By This Axe, I Rule (1967)
- The Curse of the Golden Skull (The Howard Collector #9, printemps 1967)
- Delcardes' Cat (1967)
- Exile of Atlantis (1967)
- The Skull of Silence (1967)
- The Striking of the Gong (1967)
- Swords of the Purple Kingdom (1967)
- The King and the Oak (poème)
- Kings of the Night (Kull est ici un personnage secondaire, ce récit étant plus une histoire de Bran Mak Morn, un autre personnage de Howard)

### Version française
- (fr) Kull, le roi atlante, 2010 (Bragelonne)
- (fr) Kull, le roi Barbare, de Robert E. Howard (Néo éditions)
- (fr) Kull le conquérant, 1983 (Arédit / Marvel)
- (fr) Kull le conquérant, 1984 (Arédit / Marvel)

### Cinéma
- Le personnage a été porté au grand écran avec le film Kull le Conquérant, réalisé par John Nicolella en 1997 avec Kevin Sorbo dans le rôle de Kull.
- Paradox Entertainment développe une nouvelle adaptation de Kull[1].